# Veterinärmedizinische Hochschule
Als Veterinärmedizinische Hochschule, auch Tierärztliche Hochschule oder Veterinärmedizinische Universität, wird eine veterinärmedizinische Bildungs- und Forschungseinrichtung bezeichnet. Das Studium ist Voraussetzung für die Approbation als Tierarzt.

## Geschichte

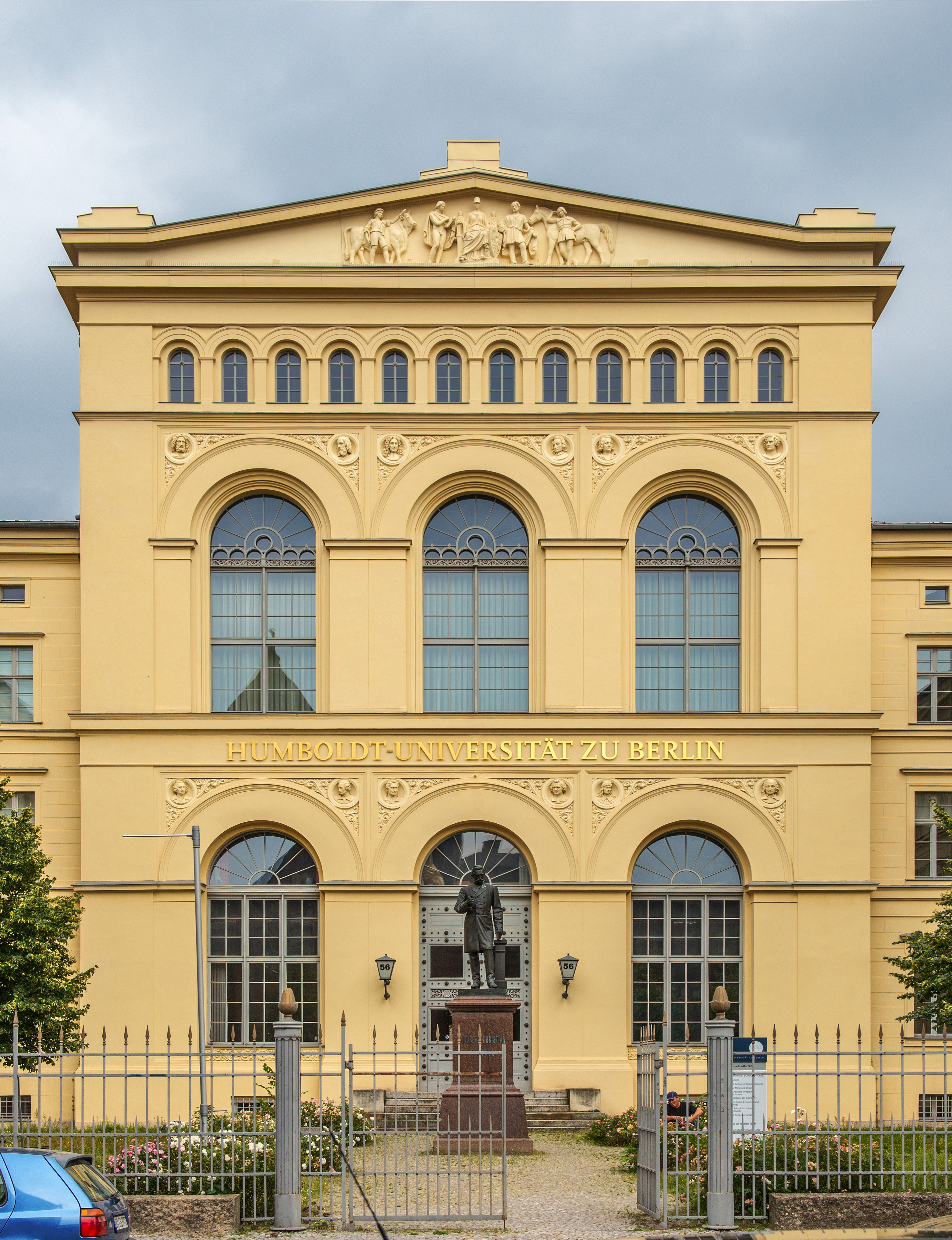
Ehem. Tierarzneischule Berlin

Die verheerenden Verluste durch die Rinderpest und die Notwendigkeit der fachkundigen Betreuung der Pferde der Kavallerie führten Ende des 18. Jahrhunderts zur Gründung der ersten tierärztlichen Ausbildungsstätten: 1761 in Lyon (École nationale vétérinaire de Lyon, heute als Teil der Universität Lyon) und 1766 in Maisons-Alfort (École nationale vétérinaire d’Alfort).
Die tierärztlichen Ausbildungsstätten erhielten ab Beginn des 20. Jahrhunderts das Promotionsrecht (Dr. med.vet.).
Älteste veterinärmedizinische Hochschule im deutschsprachigen Raum ist die 1767 gegründete Veterinärmedizinische Universität Wien. Einige in den Folgejahren gegründete tierärztliche Ausbildungsstätten existierten nur wenige Jahre oder Jahrzehnte, so das Tierärztliches Institut Göttingen (1771–1777), die Tierarzneischule Münster (1779–1824) und in Marburg (1788–1833), Würzburg (1791–1869), Schwerin (1812–1843), Jena (1816–1843) und Stuttgart (1821–1912).
Die älteste, noch bestehende, eigenständige, tiermedizinische Hochschule in Deutschland ist die 1778 unter der Regentschaft von Georg III. als Roßarzney-Schule gegründete Tierärztliche Hochschule Hannover.
Die Tierärztliche Hochschule Berlin, 1787 als Tierarzneischule gegründet und 1790 eröffnet, bestand seit 1889 und wurde 1934 mit der Landwirtschaftlichen Hochschule Berlin in die Friedrich-Wilhelms-Universität eingegliedert. Bis 1992 gehörte die Veterinärmedizinische Fakultät zur Humboldt-Universität, seitdem zur Freien Universität Berlin.
Auf Initiative von Geheimrat Johann Wolfgang von Goethe wurde die Jenaer „Thierarzneyschule“ 1816 mit Theobald Renner (1779–1850) als erstem Leiter gegründet. Bereits 1843 endete die Ausbildung von Tierärzten durch T. Renner und 1844 erfolgte die Umbenennung in Großherzogliche Sächsische Veterinäranstalt. In der Tradition der Veterinäranstalt entstanden u. a. eine Kleintierklinik und ein Tierexperimentelles Zentrum (TEZ), das den Grundstein für das 1990 gegründete Institut für Versuchstierkunde (IVTK) (Namensänderung 2008: Institut für Versuchstierkunde und Tierschutz (IVuT)) der Medizinischen Fakultät der Friedrich-Schiller-Universität Jena legte.
Die 1889 gegründete Tierärztliche Hochschule Dresden hatte als Vorgänger ab 1774 eine private tierärztliche Lehranstalt, die 1780 in die Tierarzneischule Dresden überführt wurde und schließlich 1923 als Veterinärmedizinische Fakultät in die Universität Leipzig eingegliedert wurde.
Die Königliche Tierärztliche Hochschule München wurde 1890 gegründet, entstand aus der seit 1790 bestehenden Thier-Arzney-Schule, ab 1810 Königlichen Central-Veterinär-Schule, ab 1852 Königliche Central-Thierarzneischule in München und ging 1914 als Tierärztliche Fakultät in die Ludwig-Maximilians-Universität München ein.
An der Universität Gießen wurde ab 1777 Tierheilkunde gelehrt, ab 1828 am Veterinärinstitut, ab 1900 am Veterinärmedizinischen Kollegium der Medizinischen Fakultät. Seit 1914 gibt es eine eigenständige Veterinärmedizinische Fakultät (ab 1970 Fachbereich Veterinärmedizin), wobei sich der Name der Universität mehrmals änderte.